# العلاقات العمانية المالطية
العلاقات العمانية المالطية هي العلاقات الثنائية التي تجمع بين سلطنة عمان ومالطا.

## مقارنة بين البلدين
هذه مقارنة عامة ومرجعية للدولتين:
| وجه المقارنة                                              | سلطنة عمان    | مالطا                                                     |
| --------------------------------------------------------- | ------------- | --------------------------------------------------------- |
| المساحة (كم2)                                             | 309.50 ألف    | 316                                                       |
| عدد السكان (نسمة)                                         | 4.64 مليون    | 465.29 ألف                                                |
| الكثافة السكانية (ن./كم²)                                 | 14.99         | 147.24 ألف                                                |
| العاصمة                                                   | مسقط          | فاليتا                                                    |
| اللغة الرسمية                                             | اللغة العربية | اللغة المالطية، لغة إنجليزية                              |
| العملة                                                    | ريال عماني    | يورو، ليرة مالطية                                         |
| الناتج المحلي الإجمالي (بليون دولار)                      | 72.64 مليار   | 12.54 مليار                                               |
| الناتج المحلي الإجمالي (تعادل القوة الشرائية) بليون دولار | 179.49 مليار  | 14.68 مليار                                               |
| الناتج المحلي الإجمالي الاسمي للفرد دولار أمريكي          | 15.55 ألف     | 22.60 ألف                                                 |
| الناتج المحلي الإجمالي للفرد دولار أمريكي                 | 38.63 ألف     |                                                           |
| مؤشر التنمية البشرية                                      | 0.793         | 0.839                                                     |
| رمز المكالمات الدولي                                      | +968          | +356                                                      |
| رمز الإنترنت                                              | عمان          | .mt                                                       |
| المنطقة الزمنية                                           | ت ع م+04:00   | توقيت وسط أوروبا، ت ع م+01:00، ت ع م+02:00، أوروبا/مالطا ‏ |

## منظمات دولية مشتركة
يشترك البلدان في عضوية مجموعة من المنظمات الدولية، منها:
| علم المنظمة | اسم المنظمة                               | تاريخ انضمام سلطنة عمان | تاريخ انضمام مالطا |
| ----------- | ----------------------------------------- | ----------------------- | ------------------ |
|             | يونسكو                                    | 10 فبراير 1972          | 10 فبراير 1965     |
|             | وكالة ضمان الاستثمار متعدد الأطراف        | 1989                    | 12 سبتمبر 1990     |
|             | الأمم المتحدة                             | 7 أكتوبر 1971           | 1 ديسمبر 1964      |
|             | الفريق المعني برصد الأرض                  | ?                       | ?                  |
|             | الاتحاد البريدي العالمي                   | ?                       | ?                  |
|             | البنك الدولي للإنشاء والتعمير             | 1971                    | 26 سبتمبر 1983     |
|             | المنظمة الهيدروغرافية الدولية             | ?                       | ?                  |
|             | الاتحاد الدولي للاتصالات                  | 28 أبريل 1972           | 1965               |
|             | منظمة حظر الأسلحة الكيميائية              | ?                       | ?                  |
|             | مؤسسة التمويل الدولية                     | 1973                    | 1 يونيو 2005       |
|             | المركز الدولي لتسوية المنازعات الاستشارية | 1995                    | 3 ديسمبر 2003      |
|             | منظمة التجارة العالمية                    | 2000                    | ?                  |
|             | منظمة الشرطة الجنائية الدولية             | ?                       | ?                  |

## وصلات خارجية
- موقع وزارة الخارجية العمانية
- موقع وزارة الخارجية المالطية